# Ichneumon truculentus
Ichneumon truculentus är en stekelart som beskrevs av Cresson 1877. Ichneumon truculentus ingår i släktet Ichneumon och familjen brokparasitsteklar. Inga underarter finns listade i Catalogue of Life.